# 화이트 크리스마스 (영화)
《화이트 크리스마스》(영어: White Christmas)는 1954년 개봉한 미국의 뮤지컬 영화로, 마이클 커티즈가 감독을 맡았다.
파라마운트 픽처스가 제작하고 배포 한이 영화는 표준 35mm 필름의 표면적의 두 배를 사용하여 수반되는 파라마운트가 개발한 와이드 스크린 프로세스인 비스타비전으로 처음으로 출시된 것으로 유명하다. 이 대형 지역 네거티브는 또한 세밀한 표준 크기의 35mm 프린트를 생성하는 데 사용되었다.

## 줄거리
1944년, 제2차 세계 대전 중 유럽 전선에서 브로드웨이 스타였던 밥 월러스 대위와 무명 연기자 필 데이비스 이병은 크리스마스 이브 공연으로 151사단을 위로한다. 전출 명령을 받은 웨이버리 소장은 감동적인 작별 인사를 남기고, 얼마 후 폭격이 시작된다. 필은 무너지는 벽에서 밥을 구해내다 부상을 입고, 병상에서 밥과 함께 듀오를 결성하자는 제안을 한다. 밥은 탐탁치 않지만 일단 시도해보기로 한다.
전쟁이 끝나고 밥과 필은 '월러스 & 데이비스'라는 유명한 댄스팀으로 성공을 거두고, 필은 브로드웨이 뮤지컬 제작을 꿈꾼다. 플로리다 공연 중, 밥은 군대 동료로부터 여동생들의 공연을 봐달라는 편지를 받는다. 공연 후 헤인즈 자매를 만난 밥과 필은 첫째 베티와 동생 주디에게 호감을 느낀다. 필은 밥과 베티를 엮으려 하지만, 사실 편지를 쓴 사람은 주디였고, 밥은 그런 주디의 재치에 웃음을 터뜨린다.
자매의 집주인이 부당한 소송을 걸고 경찰까지 부르자 필은 자매에게 자신과 밥의 뉴욕행 기차표를 준다. 일행은 기차에 탑승하지만, 밥과 필은 클럽칸에서 밤을 새우고 자매는 침대칸을 차지한다. 자매의 설득에 따라 일행은 뉴욕 대신 버몬트에서 크리스마스를 보내기로 한다. 그러나 버몬트에 도착하자 눈이 오지 않아 관광객이 없고, 그들이 묵을 컬럼비아 인의 주인은 다름 아닌 웨이버리 소장이었다.
웨이버리 소장은 퇴직금으로 인에 투자했지만 거의 파산 직전이었다. 밥과 필은 인을 살리기 위해 대규모 뮤지컬 쇼를 기획하고 베티와 주디도 합류한다. 그 사이 밥과 베티는 사랑에 빠진다. 웨이버리 소장은 재입대를 시도하지만 거절당한다. 밥은 실의에 빠진 소장을 위해 옛 군인들을 모을 계획을 세운다.
밥은 TV 진행자 에드 해리슨에게 도움을 요청하지만, 해리슨은 소장의 불행을 이용해 홍보하려 한다. 밥은 이를 거절하지만, 가정부 엠마는 밥이 소장을 이용하려는 것으로 오해하고 베티에게 알린다. 베티는 밥을 냉대하고, 밥은 당황한다.
필과 주디는 베티와 밥을 다시 엮기 위해 가짜 약혼을 한다. 하지만 오히려 베티는 뉴욕으로 떠나버린다. 뒤늦게 진실을 알게 된 밥은 베티를 찾으러 뉴욕으로 간다. 밥은 베티와 화해하려 하지만 해리슨과 마주치고, 밥은 해리슨의 TV쇼에 출연해 151사단 전체를 버몬트로 초청한다.
베티는 오해했음을 깨닫고 버몬트로 돌아와 쇼에 합류한다. 크리스마스 이브, 군인들은 웨이버리 소장을 놀라게 하고, 공연 중 밥과 베티는 화해하고, 주디와 필도 사랑을 확인한다. 모두가 "화이트 크리스마스"를 부르는 동안 버몬트에는 드디어 눈이 내린다.

## 같이 보기
- 크리스마스 영화 목록